# MAN NM 223

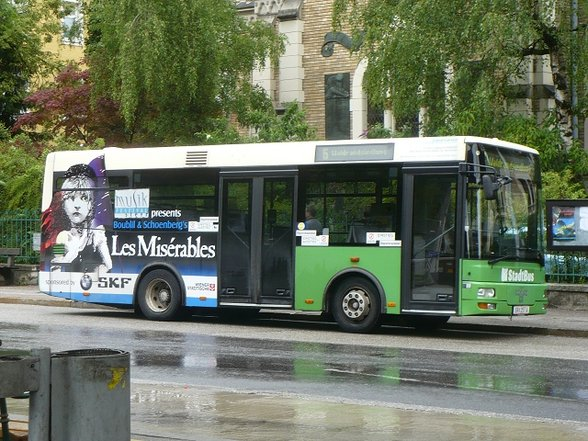
NM 223 à Steyr, Autriche

Le MAN NM 223 est un midibus carrossé par Göppel Bus sur châssis MAN. Le plancher est surbaissé et le véhicule est adapté aux rues étroites en raison de ses faibles dimensions et de son rayon de braquage. Sa capacité est adaptée aux lignes peu fréquentées.

## Histoire
Le MAN NM 223 est présenté en 1997 à Stuttgart. Il s'agit d'une évolution du NM 152(2), le design extérieur a été redessiné.
En 2004, le NM 223 entre dans la famille des Lion’s City et se nomme alors Lion’s City M (A66, A76, A35, A47 et A22)

## Caractéristiques techniques
Le NM 223 peut accueillir de 45 à 80 passagers.
- Moteur : D 0826 LOH 15 EURO 2
- Puissance : 162 kW (220 ch) à 2 400 tr/min
- Couple : 850 N m à 1 500 tr/min
- Boîte de vitesses : ZF 5 HP 500
- Climatisation : Konvekta Type MKL 5 ARS/4